# Консенсусная последовательность Козак
Консе́нсусная после́довательность Ко́зак (последовательность Козак, англ. Kozak consensus sequence) — последовательность нуклеотидов в составе молекулы мРНК эукариот, окружающая старт-кодон и важная для инициации трансляции. Консенсусная последовательность была впервые описана Мэрилин Козак в 1986 году.

## Роль в трансляции
У эукариот старт-сайтом трансляции обычно, но не всегда, является первый кодон AUG (в зависимости от нуклеотидного контекста вокруг AUG). Консенсусная последовательность Козак, играющая важную роль в инициации трансляции у эукариот, включает 4-6 нуклеотидов, предшествующих старт-кодону, и один-два нуклеотида непосредственно после старт-кодона. У млекопитающих оптимальный контекст имеет вид GCCRCCAUGG; у двудольных растений оптимальным контекстом является A(A/C)AAAUGG, у однодольных растений ARCCAUGGC, где кодон AUG выделен курсивом, а наиболее важные нуклеотиды в позициях −3 и +4 (+1 соответствует А в кодоне AUG) выделены полужирным шрифтом; R — пуриновый нуклеотид (адениновый или гуаниновый). Пуриновые нуклеотиды в позициях −3 и +4 считаются самыми важными как у растений, так и у млекопитающих, но некоторые данные указывают на то, что позиции −1 и −2 могут быть также важными у растений. У дрожжей нуклеотидный контекст менее важен для распознавания стартового кодона, и его единственной характеристикой является пуриновый нуклеотид в позиции −3. Наличие указанных нуклеотидов, то есть оптимальный нуклеотидный контекст кодона AUG, коррелирует с высоким уровнем синтеза белка с соответствующей мРНК in vivo и является характеристикой так называемой «сильной» (эффективно инициирующей трансляцию) последовательности Козак. Другие варианты последовательностей Козак являются «слабыми». Ген Lmx1b является примером гена со слабой последовательностью Козак. В некоторых случаях нуклеотид G в положении −6 может также играть важную роль в инициации трансляции.
Последовательность Козак не является сайтом связывания рибосомы (англ. ribosomal binding site, RBS), в отличие от прокариотической последовательности Шайна — Дальгарно. Показано, что у млекопитающих в дискриминации между кодонами AUG в оптимальном и неоптимальном контекстах участвует эукариотический фактор инициации трансляции 1 (eIF1). На основании экспериментальных данных предполагается, что за узнавание пуринового нуклеотида в позиции −3 43S инициаторным комплексом ответственно взаимодействие данного нуклеотида с альфа-субъединицей eIF2, а за узнавание пурина в позиции +4, возможно, ответственно его взаимодействие с нуклеотидами А1818А—1819 в спирали 44 18S рРНК.

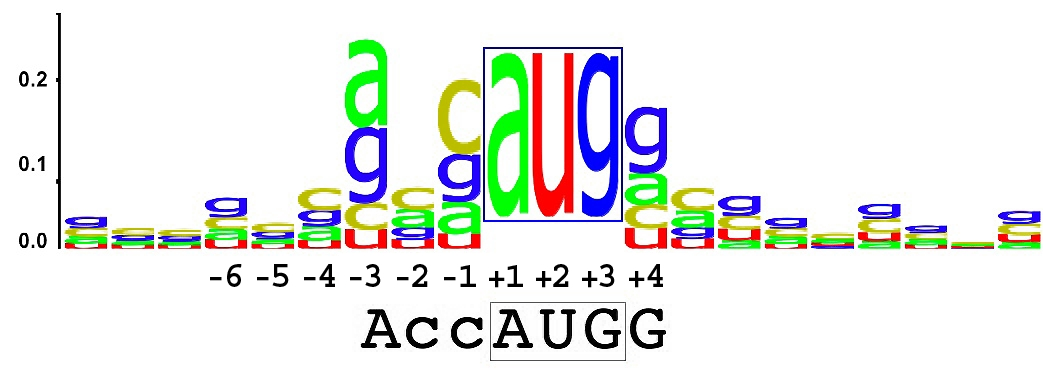
Показаны наиболее консервативные основания, окружающие стартовый кодон в структуре различных мРНК человека.

## Мутации
Исследования показали, что мутация G → C в положении −6 гена β-глобина человека нарушает биосинтез белка. Данная мутация была первой выявленной мутацией в последовательности Козак. Данная мутация была обнаружена у членов семьи, проживающей на юго-востоке Италии.

## Отличия в консенсусных последовательностях
В таблице ниже приведены данные о виде консенсусной последовательности Козак у разных групп организмов.
| Организм                               | Таксон         | Консенсусная последовательность |
| -------------------------------------- | -------------- | ------------------------------- |
| Позвоночные                            |                | gccRccATGG                      |
| Плодовая мушка (Drosophila spp.)       | Членистоногие  | cAAaATG                         |
| Дрожжи (Saccharomyces cerevisiae)      | Аскомицеты     | aAaAaAATGTCt                    |
| Слизевик (Dictyostelium discoideum)    | Amoebozoa      | aaaAAAATGRna                    |
| Инфузории                              | Инфузории      | nTaAAAATGRct                    |
| Малярийный плазмодий (Plasmodium spp.) | Апикомплексы   | taaAAAATGAan                    |
| Токсоплазма (Toxoplasma gondii)        | Апикомплексы   | gncAaaATGg                      |
| Трипаносомы                            | Кинетопластиды | nnnAnnATGnC                     |
| Растения                               |                | AACAATGGC                       |